# Jerry Haenggli
Pierre Jérôme «Jerry» Haenggli (* 1970 in Vevey) ist ein autodidaktischer Schweizer Künstler.

## Biografisches
Jerry Haenggli ist Sohn der Schweizer Künstlerin Marie-Françoise Robert (* 1939) und Urenkel des Neuenburger Malers Théophile Robert (1879–1954). Aufgewachsen ist Haenggli in München und Düsseldorf. Mit zwölf Jahren malte Haenggli mit Farben, die eigentlich für Modelleisenbahnen gedacht waren. Er stellte erstmals im Jahr 1984 bei einer Weihnachtsausstellung in der Kunsthalle Bern als jüngster Künstler aus. Kurzzeitig war er an der F+F Schule für Kunst und Design eingeschrieben, gab das Studium jedoch wieder auf, da er sich mit der Konzeptkunst nicht anfreunden konnte. Seine Arbeiten wurden an zahlreichen Ausstellungen gezeigt. Mehrere Kunstreisen führten ihn nach Indonesien, in die USA und nach Italien, wo wichtige Werkgruppen entstanden.
Haenggli lebt und arbeitet in Biel/Bienne und ist Autodidakt.

## Werk
Jerry Haengglis künstlerische Praxis umfasst Techniken wie Zeichnung, Malerei und Collage. Er behandelt thematisch die Abgründe des menschlichen Seins und stellt Gewalt in den Vordergrund. Während sein Frühwerk noch in Schwarz, Weiss und blut-roten Tönen an Szenen aus Horrorfilmen erinnert und sich um Themen der Selbstverstümmelung, Verzweiflung und Zerstörung dreht, so erweiterte sich sein Farbspektrum später. Seine Werke auf Papier bleiben jedoch mehrheitlich schwarz-weiss. Haenggli greift bei seinem Arbeiten auf ältere Fotografien zurück.

## Ausstellungen (Auswahl)

### Einzelausstellungen
- 1989: Chrämerhuus Galerie, Langenthal
- 1990: Galerie Werner Schindler, Bern
- 1998, 2000, 2001, 2003: c/o Suti Galerie & Edition, Bern
- 2007: «CleanX» Lokal-Int, Biel/Bienne
- 2008, 2011, 2020: Galerie DuflonRacz, Bern
- 2009, 2013, 2016: Art-Etage, Biel/Bienne[8][9]
- 2021: «...RE:FOCUS...» Galerie Guillaume Daeppen, Basel

### Gruppenausstellungen
- 1984: «Weihnachtsausstellung» Kunsthalle Bern[10] (mehrfache Beteiligungen in den folgenden Jahren)
- 1997: «Aeschlimann/Corti – Stipendiumsausstellung» Kunsthaus Langenthal
- 1997: Kunstraum Pichoux, Undervelier/JU
- 1998: Galerie Lambelet, Maison de Vaumarcus, Le Landeron
- 1998: «Aeschlimann/Corti – Stipendiumsausstellung» Kunstmuseum Thun
- 1998: Kunstraum Pichoux, Undervelier/JU
- 1999: «Ankäufe der Stadt Biel» Dachstock Alte Krone, Biel/Bienn
- 2000: «Weihnachtsausstellung», Kunsthaus Pasquart, Biel/Bienne (mehrfache Beteiligung in den folgenden Jahren)
- 2001: «Die Kunstsammlung der Stadt Biel mit ihren KünstlerInnen», Kunsthaus Pasquart, Biel/Bienne
- 2003: «Infopool» Visarte Biel, Espace Libre, Biel/Bienne
- 2010: «Traversées de déserts», Eglise du Pasquart, Biel/Bienne
- 2010: «Jerry Haenggli, Afra Katastrofa, Monsignore Dies», Galerie am Marktplatz, Büren a. A.
- 2011: «Kulturpanzer» (mit C. Lambert Monsignore Dies), Au joli mois de mai, Visarte, Biel/Bienne
- 2012: «Cantonale Berne Jura» Kunsthaus Pasquart, Biel/Bienne
- 2012: «Les Fleurs du Faubourg» Au joli mois de mai, Visarte, Biel/Bienne
- 2013: «Cantonale Berne Jura», Kunsthaus Interlaken
- 2014: «Ici c’était Bienne», Art-Etage, Biel/Bienne
- 2014: «Ping Pong @ Los Angeles Art Association», Gallery 825, Los Angeles
- 2015: «Nick Cave – artists inspired by songs and lyrics», Art-Etage, Biel/Bienne
- 2016: «Cantonale Berne Jura», Musée Jurassien des Arts, Moutier
- 2016: «The End of the Cycle», Welle 7, Bern
- 2016: «Someone’s got to dance», Stadtgalerie, Bern
- 2017: «Cantonale Berne Jura», Kunsthaus Interlaken
- 2017: «Porzellan & Gold...still going strong», Stadtgalerie, Bern
- 2017: «The Body is my Canvas», Voltage, Basel
- 2017: «Prix Kunstverein», Kunsthaus Pasquart, Biel/Bienne
- 2018: «Ping Pong Basel», Projektraum M54, Basel
- 2018: «Cantonale Berne Jura», Kunsthalle Bern
- 2018: «Cantonale Berne Jura», Kunsthaus Interlaken
- 2018: «Ping Pong Miami», Dupont Building, Miami
- 2018: «34.Jahresausstellung», Kunstmuseum Solothurn
- 2019: «PingPong @ LA Art Show», Los Angeles Convention Center, Los Angeles
- 2019: «Ohne Verfallsdatum», Kunstmuseum Bern

## Preise und Residenzen
- 2000: Anderfuhren-Stipendium der Stadt Biel[3]
- 2009: Studio Residency, Sarang Art Space, Yogyakarta/Java (Indonesien); «Imaginäre Portraits», Working Grant from the City of Biel
- 2010: Projektbeitrag des Kulturfonds, Bundesamt für Kultur (CH), Grant
- 2013: Studio Residency, R.A.I.D. Projects, Los Angeles (USA); «The Landscapes of La La Land», Working Grant from the City of Biel
- 2015: Studio Residency, Genua (IT), Grant from the City of Biel
- 2017: Prix Kunstverein Biel, Award

## Werke in Sammlungen
- Anderfuhren-Stiftung, Biel
- Carola und Günther Ketterer-Ertle, Bern
- Kunstsammlung des Kantons Bern
- Kunstsammlung der Stadt Bern
- Kunstsammlung der Stadt Biel[3]
- Migros Genossenschaft Aare[11]

## Publikationen
- 2008: «Colors Notebook – Violence» (the world seen by the rest of the world), Fabrica/Birkhäuser Verlag, ISBN 978-3-7643-8865-2.
- 2010: «Death» Milk+Vodka Nr.10, R.I.P. Number
- 2010: «Ohne Titel – Zwischenwelten», Kehrer Verlag, ISBN 978-3-86828-178-1.
- 2013: «Look Mom, no head made of steal», LCR008, Edition Luciver
- 2014: «Jerry Hank-Lee», LCR015, Edition Luciver
- 2015: «Beast Beast Beast» (mit Andrea Nyffeler & Christophe Lambert), LCR030, Edition Luciver